# Вінневер
Вінневер (нід. Winneweer) — село в нідерландській провінції Гронінген. Його територія розділена між муніципалітетами Гронінген і Емсделта.
Його площа становить 0,77км², а населення станом на 2021 рік складало 95 осіб.
Перша згадка про населений пункт датується 1668 роком.

## Галерея

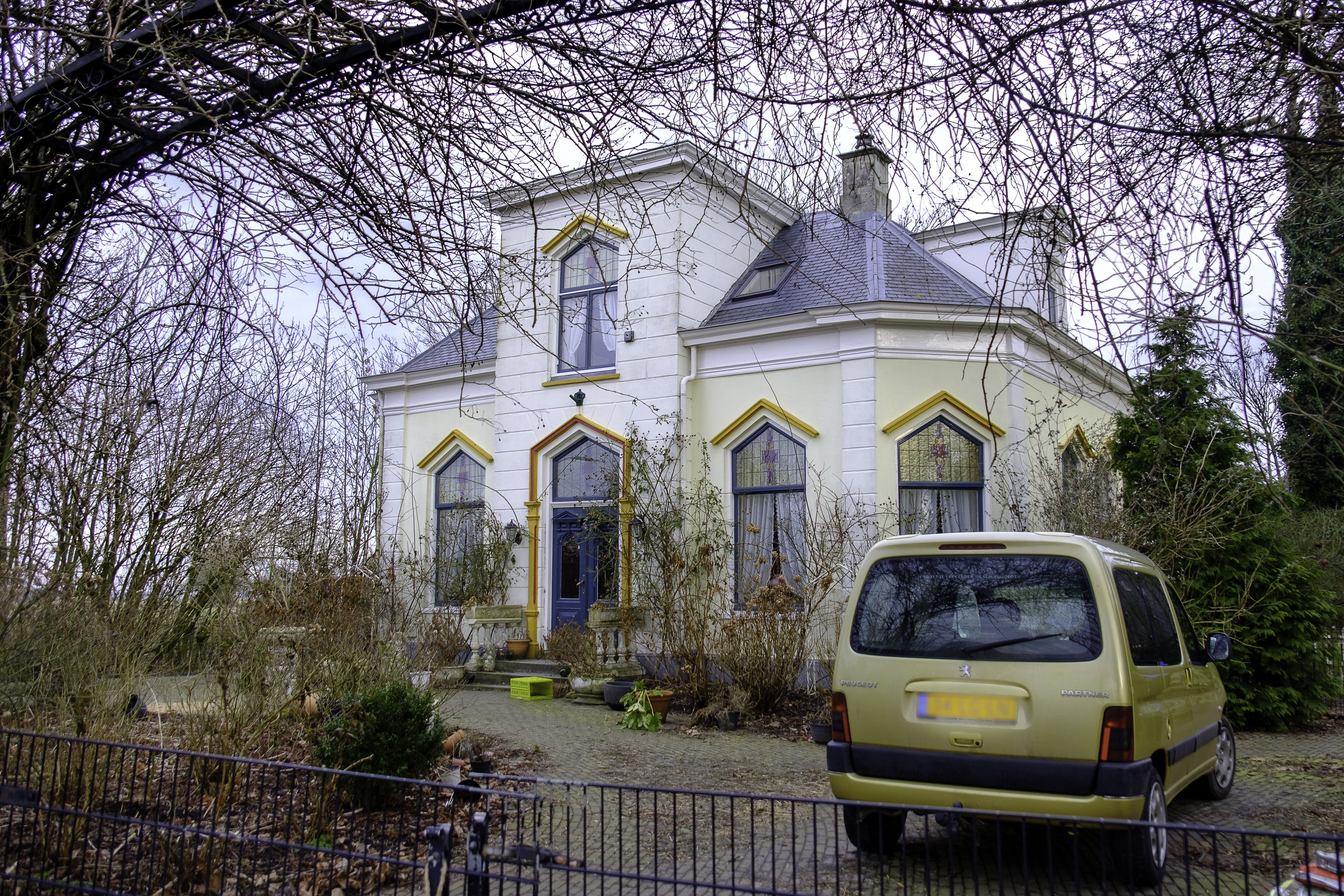
Вілла у Вінневері
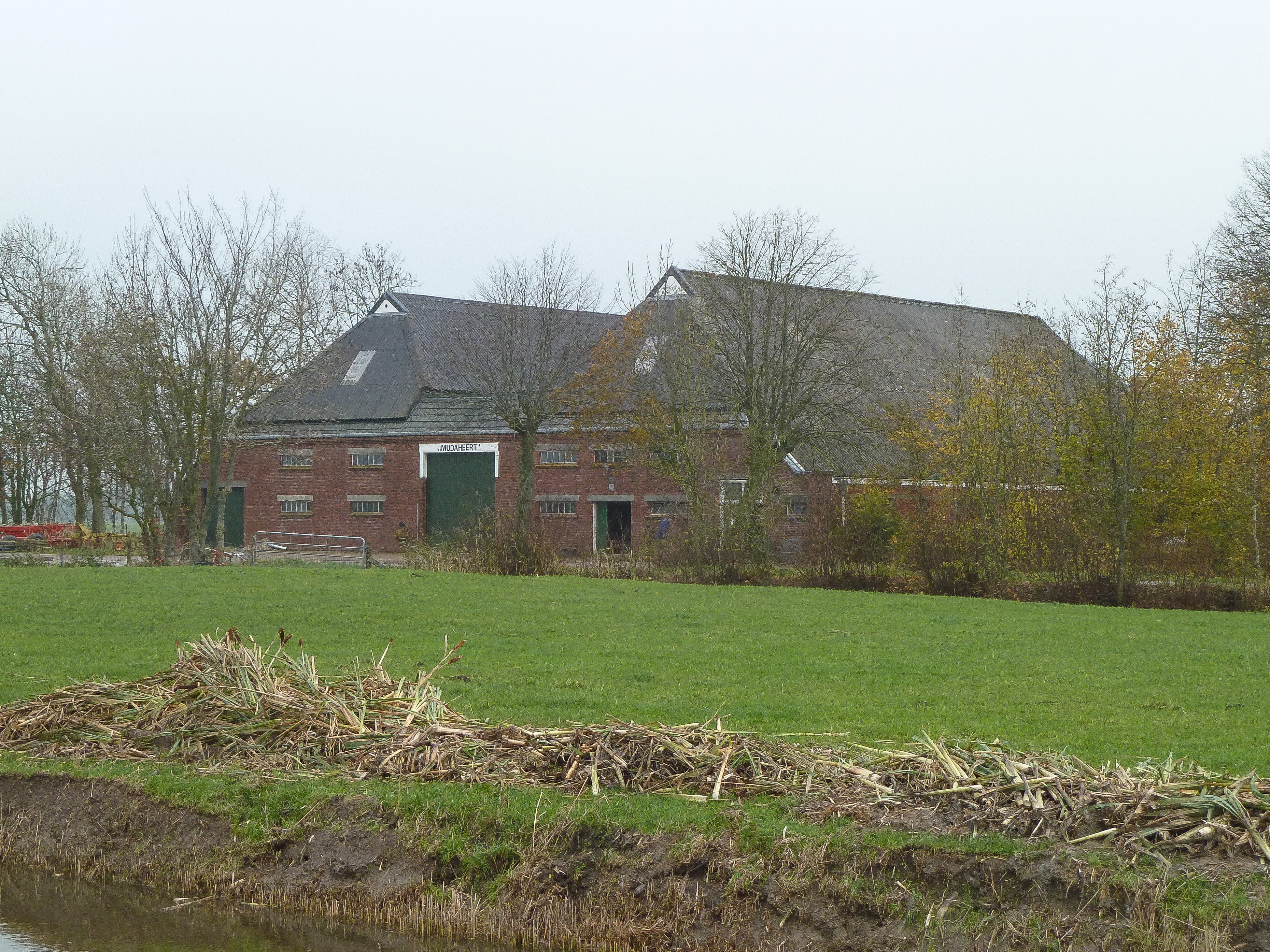
Ферма
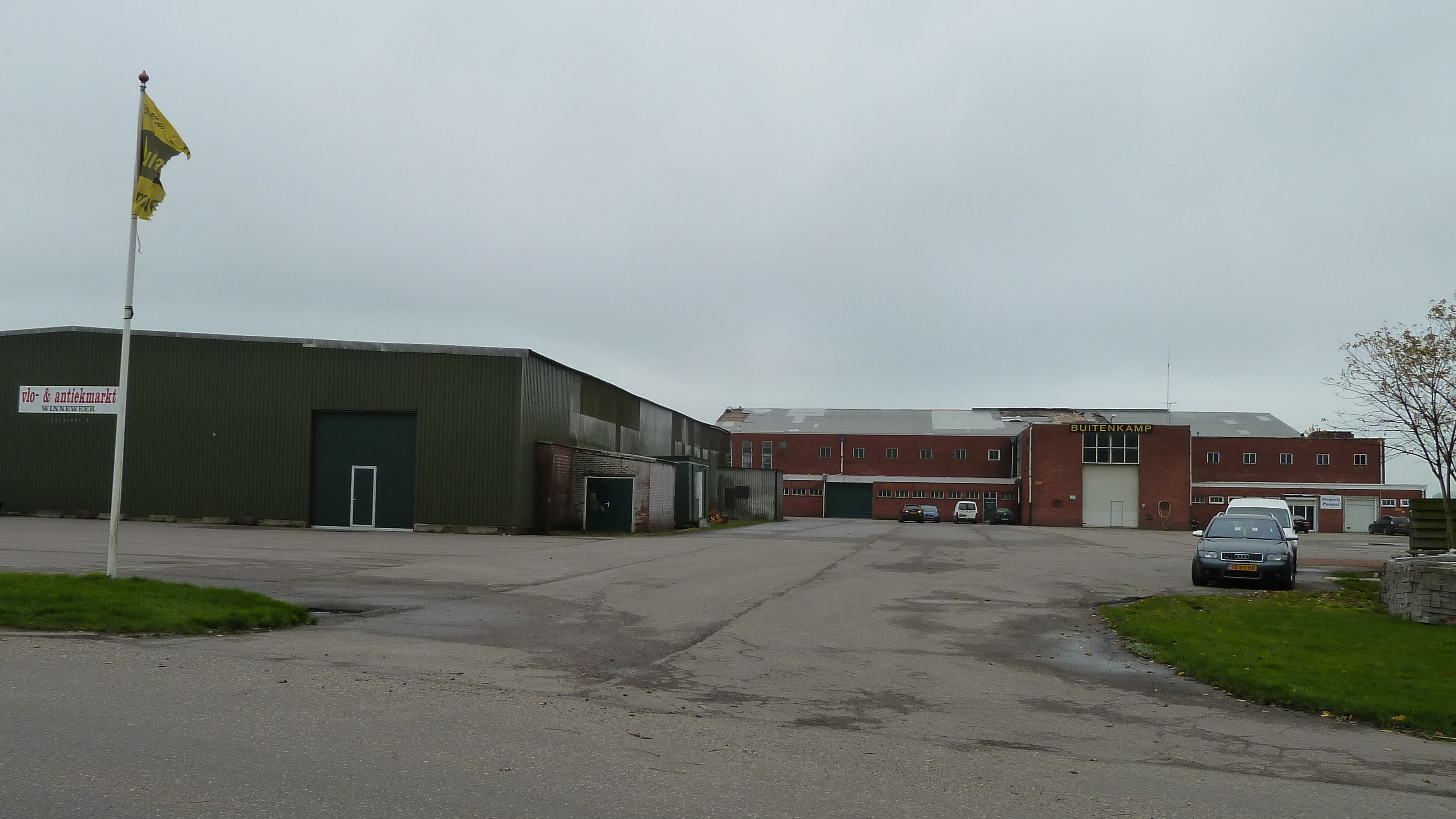
Колишній цегляний завод